# Arthur Fischer (Psychologe)
Arthur Fischer (* 16. Dezember 1942 in Frankfurt am Main; † 21. Januar 2021 ebenda) war ein deutscher Psychologe.

## Leben
Er lehrte in Frankfurt, Berlin und Trier und gründete das Institut für Marktanalysen, Sozial- und Mediaforschung Psydata. Er veröffentlichte die sogenannte Shell-Jugendstudie im Auftrag des Ölkonzerns Shell. 2003 erhielt er die Hugo-Münsterberg-Medaille.

## Schriften (Auswahl)
- mit Heinz-Ulrich Kohr: Politisches Verhalten und empirische Sozialforschung. Leistung und Grenzen von Befragungsinstrumenten. München 1980, ISBN 3-7799-0086-6.
- mit Katrin Fauser und Richard Münchmeier: Jugendliche als Akteure im Verband. Ergebnisse einer empirischen Untersuchung der evangelischen Jugend. Opladen 2008, ISBN 3-86649-106-9.